# جاي آر ريس
جاي آر ريس مواليد 16 يوليو 1984 في الفلبين، هو لاعب كرة سلة فلبيني. بدأ مسيرته الاحترافية في سنة 2006. يلعب مع فريق سان ميغيل بيرمن في الرابطة الفلبينية لكرة السلة كلاعب وسط. يحمل الرقم 4. يبلغ طوله 6 قدم 7 بوصة (2.0 م).

## المسيرة الاحترافية
لعب مع باراكو بول إنرجي في سنة 2011، ثم لعب مع ألاسكا أيسز في موسم 2011–2012، ثم لعب مع ميرالكو بولتز في موسم 2012–2013، ثم لعب مع بارانجي جينبرا سان ميغيل من سنة 2013 إلى 2015، ثم لعب مع سان ميغيل بيرمن في سنة 2015.